# 止贡赞普
止贡赞普（藏語：གྲི་གུམ་བཙན་པོ་，威利转写：Gri-gum btsan-po），又译志共赞布，是吐蕃传说中第八代赞普，为上丁二王之首。
止贡出生时，父母请他奶妈卓夏玛吉琳玛（Gro-zha ma skyi brling ma）给他取名字。奶妈年高耳背，取了不吉利的名字：止贡的含义是“死（gum）于刀（gri）下”。
当时，德族（lDe）的赞普和普通人不一样，有升天驾云的能力，头上有光明天绳（dbu vbreng,、rmu-thag、vod kyi lha thag）：当儿子能够骑马时，父亲就会借着那条天绳返回天上光明境界，不留尸体在人间。
止贡十分傲慢，强迫他属下跟自己比武，但没人敢跟他交手。最后，他逼娘若香布城（Myang-ro shang-po）的首领洛昂木达孜（Lo-ngam rta-rdzi）跟他比试，洛昂木只好答应了，但提出了一些要求：把赞普的神妙武器（自动攻击的大枪、自动切割的宝剑、自动穿戴的铠甲、自动护身的盾牌）赐给他，并割断天绳才敢比武。
止贡赞普在与洛昂木比武中身亡，他尸体被放入铜锅裡，丢进了雅鲁藏布江。
| 前任： 斯赤赞普 | 吐蕃赞普 第8任 上丁二王之首 | 繼任： 布德贡甲 |